# Frances Jocelyn, vikomtesa Jocelynová
Frances Jocelyn, vikomtesa Jocelynová, VA (rozená Cowperová; 1820 – 26. března 1880, Cannes) byla britská dvořanka a amatérská fotografka. Narodila se jako nejmladší dcera Petera Cowpera, 5. hraběte Cowpera, a jeho manželky Emily Lambové. Spekulovalo se však, že ona a její bratr William byli potomky Henryho Templa, 3. vikomta Palmerstona, za něhož se jejich matka provdala v roce 1839, po Cowperově smrti. Před svatbou byla jednou z dívek, které nesly vlečku královně Viktorii při její korunovaci, byla také jednou z královniných družiček na její svatbě s princem Albertem v roce 1840.
V roce 1841 se Frances provdala za Roberta Jocelyna, vikomta Jocelyna, staršího syna a dědice Roberta Jocelyna, 3. hraběte z Rodenu. Později téhož roku se stala Lady of the Bedchamber královny Viktorie. Lord Jocelyn zemřel v roce 1854, což jeho manželku zničilo. Později se lady Jocelyn zabývala fotografováním, zaměřila se na domácí život, běžný objekt zájmu fotografek viktoriánského období. Encyclopaedia of Nineteenth-century Photography uvádí, že její fotografické koláže – kolekce rozřezaných obrázků znovu vložené na malovaná pozadí – a použití akvarelů „rozvrátilo realistickou povahu fotografie“.

## Rodina a dětství
Lady Frances Elizabeth Cowperová se narodila v roce 1820 jako nejmladší dcera Emily Lambové, dcery Penistona Lamba, 1. vikomta Melbournea. Jejím otcem byl oficiálně manžel lady Cowperové, 5. hrabě Cowper. Historik K. D. Reynolds a další však tvrdí, že otcem Frances a jejího bratra byl Henryho Temple, 3. vikomt Palmerston. Jakmile její matka ovdověla, provdala se za Palmerstona, ale lady Frances o něj nestála. V roce 1859 se stal britským premiérem.

## Manželství
V roce 1838 Frances sloužila jako dvorní dáma na korunovaci královny Viktorie a také jako její družička při svatbě s princem Albertem v roce 1840.
Očekávalo se, že Lady Frances uzavře dobré manželství, byla považována za velkou krásku. 9. dubna 1841 se provdala za politika Roberta Jocelyna, vikomta Jocelyna, nejstaršího syna a dědice 3. hraběte z Rodenu. Narodil se 20. února 1816 a byl tak o čtyři roky starší než jeho manželka. Nyní vikomtesa byla Frances později téhož roku jmenována Lady of the Bedchamber královny a tuto hodnost si udržela do roku 1867.
Rodina Cowper byla laická, zatímco rodina lorda Jocelyna byla považována za přísně pobožnou. Po sňatku se manželé přestěhovali do Severního Irska, kde žili na statcích jeho rodiny. Měli spolu pět dětí. Lord Jocelyn pobýval v Toweru při přípravě na odjezd na Krym, když se nakazil cholerou. Po jeho následné smrti v roce 1854 se za jeho smrt lady Jocelyn obviňovala a odešla do izolace, čímž omezila kontakt převážně se svými dětmi. Po smrti Alice v roce 1867 se starala také o její děti. Její nejstarší syn Robert se stal po dědovi v roce 1870 hrabětem z Rodenu.

## Fotografie

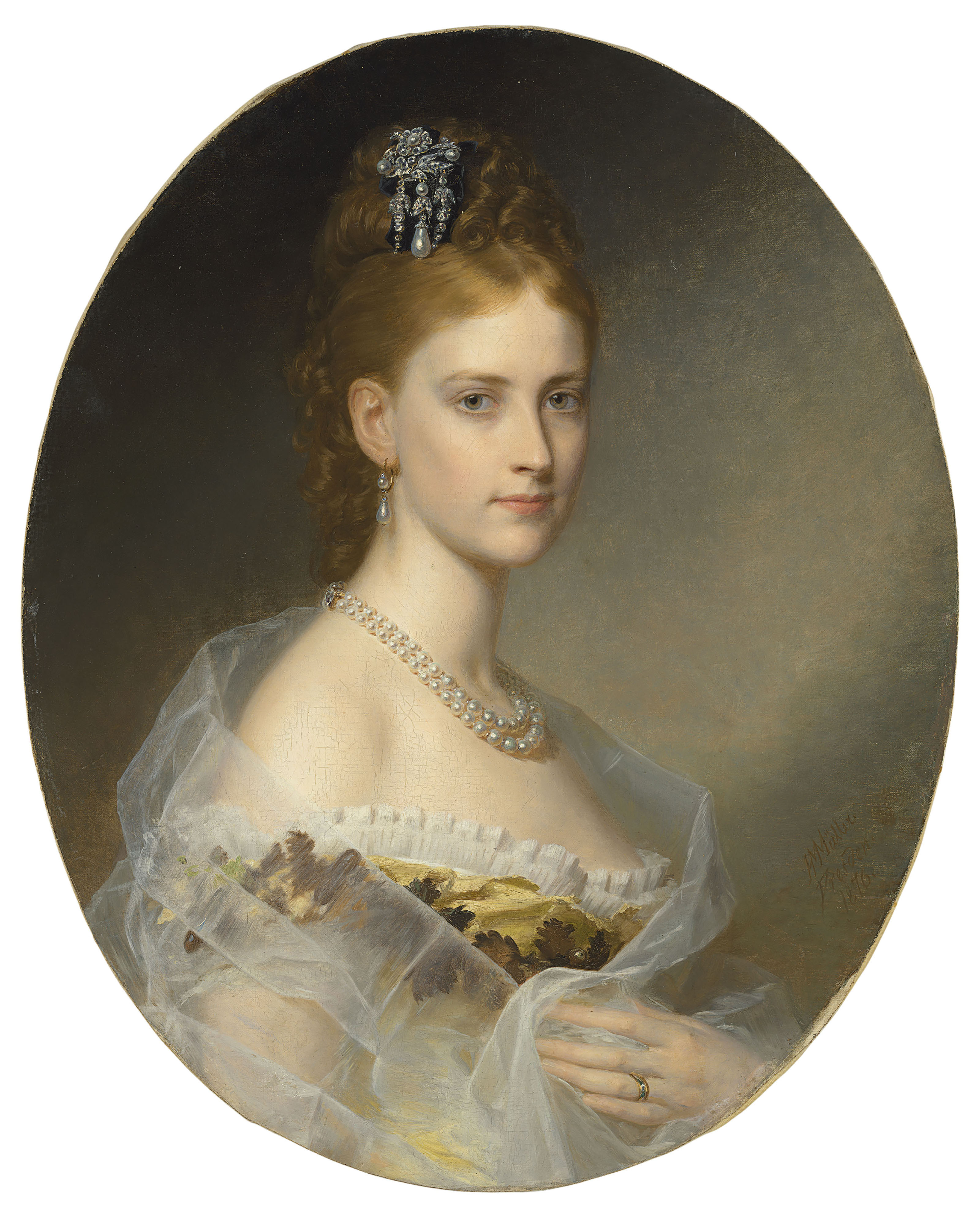
Edith Jocelyn, vikomtesa Sudleyová, nejmladší dcera lady Frances Jocelyn.

V roce 1858 se ovdovělá lady Jocelyn začala zabývat fotografií, možná povzbuzena Dr. Ernstem Beckerem (1826–1888), tutorem prince Alberta, knihovníkem a tajemník, který byl k učení o fotografii sám povzbuzen princem, a který se stal zakládajícím členem Královské fotografické společnosti. Lady Jocelyn se brzy vypracovala na dokonalou fotografku krajin i portrétů a v tomto období jejího života to pro ni byla zjevně velmi důležitá činnost – přestože byla titulovanou členkou britské šlechty, udala sčítání lidu v roce 1861 jako své povolání "fotografku". V roce 1859 byla zvolena členkou Královské fotografické společnosti, později se připojila také k asociaci amatérských fotografů, která vznikla v roce 1861. Na Světové výstavě v roce 1862 v Londýně vystavila čtyři krajiny ze statků Palmerstonů, Broadlands, za které jí porotci fotografického oddělení výstavy udělili „čestné uznání za umělecký efekt v krajinářské fotografii“. Několik jejích fotografií bylo vystaveno pod názvem „Skupiny a krajiny“ na Mezinárodní výstavě v Dublinu v roce 1865.
Ženy byly mezi prvními, kdo se zapojil do nově vznikajícího oboru fotografie, jehož flexibilita ve srovnání s jinými uměleckými formami umožňovala ženám větší svobodu věnovat se tématům, která je zajímala, protože neexistovala žádná hierarchie nebo soubor předpisů, které by řídily jejich práci. Většina fotografek se soustředila na domácí život, zvolily si v řadě snímků představit své rodiny. V rámci tohoto trendu lady Jocelyn vytvořila v 50. letech 19. století řadu alb. Podle Encyclopaedia of Nineteenth-century Photography její fotografické koláže – kolekce rozřezaných obrazů vložených na malovaná pozadí – a použití akvarelů „rozvrátily realistickou povahu fotografie“. Tato publikace také práci její a Mary Georginy Filmerové popisuje jako "demonstraci kreativní energie a vynalézavosti, kterou lze investovat do výroby fotografických koláží".
Vikomteca Jocelynová ukončila svůj zájem o fotografii v 70. letech. Většinu času trávila cestováním se svými dětmi a kvůli svému zdraví návštěvami anglických a francouzských přímořských resortů. Zemřela 26. března 1880 v Cannes ve Francii. Přežila všech svých pět dětí. Několik let po její smrti pověřila královna Viktorie umělce Eduarda de Moiru, aby zkopíroval miniaturu, kterou William Ross vytvořil podle lady Jocelyn před desítkami let.

## Potomci
Za třináct let manželství lady Frances porodila pět dětí:
- Victoria Alexandrina Emily Jocelyn (23. září 1842 – 7. září 1843)
- Alice Maria Jocelyn (2. prosince 1843 – 29. listopadu 1867)
- Edith Elizabeth Henrietta Jocelyn (10. února 1845 – 3. října 1871)
- Robert Jocelyn, 4. hrabě z Rodenu (20. března 1846 – 10. ledna 1880)
- Frederick Spencer Jocelyn (11. července 1852 – 12. listopadu 1871)